# Julio Cardeñosa
Julio Cardeñosa Rodríguez (Valladolid, 27 de outubro de 1949) é um ex-futebolista e treinador espanhol.

## Carreira
Julio Cardeñosa fez parte do elenco da Seleção Espanhola de Futebol da Copa do Mundo de 1978 e da Euro 1980.

## Títulos
Betis
- Copa del Rey: 1976–77